# Katedralen i Brasília
Katedralen i Brasília, port. Catedral Metropolitana de Brasília eller Catedral Metropolitana Nossa Senhora Aparecida, är Brasílias romersk-katolska katedral och huvudkyrka för Brasílias ärkestift. Katedralen ritades av arkitekten Oscar Niemeyer, började byggas 12 september 1958 och invigdes den 31 maj 1970. Den har en hyperbol struktur bestående av 16 pelare av betong. Varje pelare väger 90 ton.

### Fotnoter
1. 1 2  ”Brasilia Cathedral”. aboutbrasilia.com. About Brasilia. http://www.aboutbrasilia.com/travel/brasilia-cathedral.html. Läst 11 augusti 2014.